# 試播 (迷失)
《试播》（英文：Pilot），是美國電視連續劇《LOST檔案》的第一季第一集及第二集的劇集集目。
這兩集皆由J·J·亞伯拉罕執導，傑弗瑞·利柏、J·J·亞伯拉罕及戴蒙·林道夫編劇。兩集在2004年9月22日及2004年9月29日於美國廣播公司首播。描述海洋航空815航班墜落神秘海島的情況，主要角色傑克·謝潑德、凱特·奧斯頓和查理·佩斯在兩集中均有回憶情節，描述他們的背景故事。
《試播》是電視史上花費最昂貴的劇集集目，主要用於購買、運輸和裝飾飛機成為殘骸，大約花費一千萬至一千四百萬美元之間。而這兩集均得到劇評人最高評價，並且獲得多個獎項。

## 概述

### 試播（第一部份）

#### 墜機現場
傑克·謝潑德（Jack Shephard）張開眼睛，自竹林中甦醒，他渾身受傷，迷惘之中不知自己身在何處。一隻黃色的金毛尋回犬（雲遜）出現，跳過他跑入竹林深處。傑克忍著痛楚站起，自西裝袋中揪出一支小瓶伏特加酒，越過竹林重重的丫枝和植被，途中經過掛在丫枝的行李物件殘骸，來到一處美麗的沙灘，藍天綠海舒展到天際。忽地，他聽到慘酷的尖叫和飛機引擎的吸入聲，他幾小時前所乘坐的海洋航空客機已成躺在沙灘中的殘骸，機頭機尾不知去向，機身則有爆炸的危險，而墜機生還者不是受傷，就是驚惶慌張，不知所措。
傑克作為專業的外科醫生，立即救援受傷的生還者，以最快速度，救出被殘骸壓住的生還者，並要求其他生還者協助作簡單手術處理。一名孕婦，克萊爾·李特頓（Claire Littleton），呼吸不了，傑克跑去救助。期間，其中一名生還者被淃入疾動中的引擎，引擎爆炸，碎片四散，有更多人受傷。傑克望到有一老婦露絲·韓德森（Rose Henderson）倒地昏迷，布恩·卡利斯爾（Boone Carlyle）正為她進行心肺復甦術。於是傑克叫雨果·「赫利」·瑞斯（Hugo "Hurley" Reyes）看守克萊爾，自己則以正統的心肺復甦術救醒露絲。
這時，克萊爾和赫利之上的機翼殘骸傾斜，將快砸下，傑克趕跑回去，與赫利挾住克萊爾離開。機翼砸下，引起連鎖爆炸，其中一塊彈出的殘骸，幾乎砸中查理·佩斯（Charlie Pace）。歷劫過後，傑克自飛機跌出的行李物件找到針和線，然後靜靜走到一處，脫去上衣，衫上滲出斑斑血跡，原來他背部亦被割傷。凱特·奧斯頓（Katherine Austen）經過，傑克求凱特用針線縫合他的傷口，他把小瓶伏特加酒交給凱特消毒雙手和傷口。他為求凱特不害怕，說出過去的經歷，穩定她的情緒。
沙灘上，生還者各以自己的方法試圖與外界聯絡，但手提電話連接不到，詹姆斯·「索耶」·福特（James "Sawyer" Ford）不感興趣地觀看；正在生火的薩伊德·賈拉（Sayid Jarrah）叫喚查理幫手；而赫利將收集到的飛機餐盒分派，慰問克萊爾肚中孩子的情況，特別多派一份給她。各個生還者開始相交結識，並猜測捜救人員何時到來。香農·盧瑟福（Shannon Rutherford）拒絕義兄布恩被分派來的巧克力棒，認為捜救人員快至，堅持在捜救船才吃。
深夜，傑克檢視被碎片擊中的生還者愛德華·麥斯（Edward Mars），他自墜機後一直未醒過來，凱特似乎特別關心他的安危，說他機上坐在自己旁邊。接著兩人討論墜機原因，對話中，凱特透露飛機在半空中分體，從分體到墜地時，她一直清醒。傑克認為要找到飛機駕駛艙的收發器才能與外界聯絡，偏偏機頭不知去向，凱特則說看見密林某處有煙冒出，傑克認為那是機頭的墜機地點。突然，一連串喧鬧古怪，仿如機械的咆哮聲打破生還者營地的平靜，眾生還者看見密林的樹木被壓平或從中爆開，經過之處無不破壞，然而天色太暗，他們看不見什麼生物造成。
傑克回憶起在飛機時的情況：空姐仙迪·甘巴（Cindy Chandler）正派發飲料，她看到傑克不適應飛行的氣壓，便派兩支小瓶伏特加酒給他，傑克報以感謝的目光，一支塞向衫袋，飲掉另外一支。他起身時，查理撞過傑克，匆匆走開了，機組人員從後追趕查理，坐在傑克不遠的露絲，冷冷諷刺查理，而傑克則搖頭嘆息。這時，飛機晃動，嚇了眾人一跳，泛起一陣扣好安全帶的聲響，飛機廣播表示是氣流問題，叫乘客放心。露絲對晃動感到不安，於是傑克和露絲交談，露絲說她丈夫上了機尾的衞生間裡，傑克許諾照顧她直到他丈夫回來。但就那時，又一次猛烈震動，多名乘客彈上天花板，飛機行李倒跌出來，氧氣罩紛紛落下，眾人急趕戴上氧氣罩。飛機失控，斷成兩節，傑克失去知覺。

#### 「怪物」
第二天朝早，傑克決定去找駕駛艙，凱特願意同去。赫利、薩伊德、查理、布恩和麥可·道森（Michael Dawson）商討處理死難者屍體事宜，傑克向大眾告之找駕駛艙，查理自告奮勇一同而去，傑克初時拒絕，但查理堅持。途中，查理和凱特閒談，問凱特聽過《你就是一切》一曲沒有，凱特表示聽過，查理進一步介紹自己是「驅動軸樂團」的主要成員，凱特又驚又奇，然而傑克一臉乏味，催促起行，查理非常尷尬。金毛尋回犬雲遜，藏在叢中一角，冷眼旁觀。
三人進入密林，明明是晴朗天氣，一場突然的暴雨無先兆到來。而沙灘上的生還者狼狽地避雨，藏在機翼下的權真秀（Jin-Soo Kwon）趕跑想一同避雨的人，他的妻子白善華（Sun Hwa Paik）對丈夫的行徑表示無奈；麥可擁住兒子沃特·勞伊德（Walt Lloyd）在帆布下避雨；獨坐沙灘的約翰·洛克（John Locke）愁然自得，沒有被生還者的慌亂影響，享受雨點溜過身子的感覺。此時，密林中又響起古怪咆哮聲，大片密林被壓平，沙灘上的生還者不安地凝望著。
密林中，三人找到了機頭殘骸，殘骸被樹枝托住，傾斜而下。進入後，三人看見內裡一片狼藉，死難者屍體躺在椅中，他們利用座椅借力，攀到駕駛艙。傑克抓住身旁的滅火器打開駕駛艙門，副機長的屍體跌了出來，嚇倒三人。傑克拉住凱特進入駕駛艙，查理則轉入衛生間中。傑克和凱特打算搜尋收發器時，還以為已死的機長甦醒過來，機長詢問墜機了多少時間，有多少生還者，傑克回應現在已是墜機十六小時後，有四十八名乘客生還。機長告訴兩人，飛機失去了無線電聯絡足足六個小時，便打算回航至斐濟降落，但於途中失事，此處偏離航道大約一千英哩，搜救人員將找錯地方來救援了。
機長找到無線電接收器，但無線電接收器不管用，傑克詢問查理的去向，凱特回機頭尋找，查理從衛生間出來，古怪咆哮聲響起。灰塵覆過窗口，眾人看不到窗外生物，機長伸頭出去看，立時被生物扯走，濺下一陣血雨。那「怪物」繼續襲擊機頭，傑克拿過收發器後，三人荒惶逃命。途中，查理被蔓藤卡倒，「怪物」越追越近，傑克返回去救起查理，凱特獨自逃走，藏在叢中。查理逃到凱特處，但不見傑克，凱特追問傑克身在何處，查理說他和傑克分頭走，凱特和查理返回剛才所在之處尋找傑克，傑克安全無虞的走了出來。凱特看到機長的扣針跌在水氹中，抬頭一望，機長血肉模糊的屍體掛在樹上。

### 試播（第二部份）

#### 無線電接收器

香農·盧瑟福正在解讀海島上重複十六年的信號。

傑克、凱特和查理回到海灘。凱特問查理在衛生間裡幹什麼，查理回答他病了，忍不住往衛生間嘔吐，自諷這是他唯一貢獻。 
查理回憶起在飛機時的情況：他在飛機中坐立不安，手指不停搞打座椅扶手，空姐仙迪走近察看，慰問查理，查理敷衍幾句，仙迪狐疑，向機組人員報告他的情況。查理見狀，起身衝向衛生間，途中撞到傑克，機組人員從後追趕。但經濟客艙衛生間被佔用，查理急趕越過布恩和香農的座位，此時，飛機震動，機組人員各自返回崗位，查理乘機藏入機頭衛生間，自鞋底揪出一包海洛英吸食。機組人員拍門，查理試圖用馬桶沖走海洛英，但飛機再次晃動，查理彈上天花板，嚇得他跑了出來，幾乎被手推車砸中。他胡亂找座位坐下，急趕戴上氧氣罩，飛機失控，斷成兩節。
海灘上，其他生還者為生存而擔憂，唯獨香農穿著比堅尼泳衣曬日光浴，她的義兄布恩叫香農幫手找自己的行李，香農認為是浪費時間，搜救人員遲早會來，才不去找，布恩轉身離去。也在海灘休息的克萊爾好奇地問香農，布恩是不是她男朋友，香農以嘲諷的語氣表示布恩是她的哥哥。兩人繼續閒談，克萊爾自墜機以來，腹中孩子未曾動過，她為此擔心，香農首次露出擔憂之色。
真在礁石上捕捉海膽，善靜靜待在一旁觀看，麥可前來詢問看過他兒子沃特沒有，善以韓語和手勢表示不懂麥可的話。真見之，喝令善扣好衣衫的鈕扣，麥可感到尷尬，道歉離去。密林中，沃特在呼喚失散的金毛尋回犬雲遜，卻在地上發現一對手銬。麥可趕到，教訓兒子該留在海灘上，不該到處去，他看見沃特找到的手銬，漸感不安。
麥可將發現手銬之事告訴大家，索耶向眾人說薩伊德是個恐怖份子，飛機墜毀與他有關，薩伊德一怒之下和索耶打起上來。正好回來的傑克及麥可拉開二人，凱特喝止他們。凱特向眾人表示找到無線電接收器，但它壞了，問誰可以修好，薩伊德說他可以修理。薩伊德檢查接收器後，說它是兩波段軍用接收器，電池足夠，但無線電裝設壞了。這時，露絲說昏迷的麥斯出了問題，傑克前往處理。
薩伊德設法修理接收器，赫利上前交談，他奇怪他會懂得修理，薩伊德表示自己以前是負責通訊的軍官，參加過海灣戰爭。赫利興奮說他的朋友也參加過，為美軍104空降部隊，赫利問他是何軍種，薩伊德回答是伊拉克共和國衛隊，赫利好一陣錯愕。

#### 循環播放了十六年的訊息
凱特在海邊洗澡，善走過來，用連串韓語指示凱特回到海灘，語言上的不通，令凱特一會才會意過來。薩伊德通知凱特無線電接收器修理好了，但收不到任何訊號，他說可以胡亂發射訊號，卻會浪費電池，不過可以嘗試在高處接收訊號，緊慎起見，最好登上山峰。
傑克清洗麥斯的傷口，因海島沒有醫療設備，昨天傑克不敢拔走傷口上的碎片，凱特詢問情況，傑克表示再不拔走傷口上的碎片，麥斯就活不過今晚。凱特告訴傑克她要遠行上山，傑克反對，怕機長的死會再重現，凱特卻說如此海灘和密林有什麼分別，傑克最終尊重凱特的決定。
真把捉來的海膽切片，打算分派給各生還者食用，善想幫手，被真一手拍開，她忍住怒氣，待真走後，解開上衫鈕扣。真欲送赫利生海膽切片食用，由於飲食文化不同，赫利婉拒了真。沃特看著早前拾來的西班牙語，繪有北極熊的漫畫，麥可安慰兒子說回家後喜歡看什麼漫畫就買個夠，沃特卻白了一眼，走開了。而查理毒癮又發作，偷偷吸食機頭撿回來的海洛英。傑克找赫利，希望他協助自行李中找尋藥物，特別是黴菌素和青黴素等抗生素藥物，用以舒緩麥斯的病程。
香農坐在殘骸旁，凝望死難的機組人員屍體，悲痛難抑。布恩慰問，香農想起那機組人員曾阻止他們坐頭等艙，和他衝突，結果卻使他們得以生還。布恩說生還者正清理殘骸，香農單單坐在這裡顯得無用，香農不滿，和布恩吵起來，布恩質問香農想任樣，香農看到正起行的凱特和薩伊德，說要加入他們。布恩阻止，香農不理，其中查理亦表加入，五人便起程出法。索耶看著一封發黃的信件，似乎是他自己的，五人在他不遠處經過，索耶亦加入隊伍。
傑克找尋刀片，麥可與他交談，當傑克問及沃特的歲數，麥可不肯定的答覆。麥可說兒子因為失去寵物狗而不開心，那隻狗同在機上，傑克說甦醒時看到金回尋毛犬，在密林處，看起來很好。沃特看到洛克獨自一人玩雙陸棋，加入了他，其間，洛克說要告之沃特一個秘密。克萊爾在寫日記，真請她吃海膽切片，克萊爾試試吃看，怎知腹中孩子踼動，克萊爾興奮得強拉真的手往肚子按，真尷尬跑開。
六人攀山越野，到達山腰，索耶要求打開無線電接收器，薩伊德不許，害怕從此失去獲救機會。兩人吵鬧的聲音激醒了林中「怪物」，朝他們方向跑，凱特大呼大家逃走，偏偏索耶不走不逃，拿出手槍向「怪物」射去，「怪物」倒地，定眼一看，原來是隻北極熊。大家奇怪在熱帶地區，怎會有北極熊出現？而且北極熊從不在樹林生活。而查理認為襲擊機長的「怪物」不是牠，相比起來，北極熊還算太小。凱特問手槍從何而來，索耶說從死難者得來，但機上是不許帶槍，唯美國法警可以。薩伊德指控他是罪犯，手扣是他的，要不然怎知道那人是美國法警。
凱特一手搶過手槍，指向索耶，問何以拆子彈，拆除之後，把子彈交給薩伊德，手槍交給索耶。索耶拉住凱特的手，說她像自己的前度女朋友，凱特反駁，天下間沒有像她一樣的女孩，老謀深算的索耶被她擺了一道，微笑不語。
凱特回憶起在飛機時的情況：空姐詢問凱特要不要飲水，她拒絕了，現在凱特被拘上手拘，坐在法警麥斯身旁，等待押解回美國。麥斯百般揶揄凱特，用她回國審訊作話題，凱特冷淡回應。此時，飛機震動，她請求麥斯幫忙一件事時，麥斯被重物擊昏，凱特竊取鑰匙解開她的手銬，幫麥斯戴上氧氣面罩，自己才戴面罩，飛機失控，斷成兩節。
同一時刻，海灘上傑克為麥斯急救，麥斯醒了過來，質問凱特去了哪裡。凱特一行人到達山上，薩伊德通打開無線電接收器，果然收到訊號，但卻發射不到訊息，原因是接收器本身頻道被別的頻率霸佔了，而且訊號非常強。訊息原來是一段法語，但在場沒幾人懂，布恩指出義妹香農到過法國留學，但香農叫嚷她到那裡只是玩，根本沒學好法語。收發器電源不足，眾人著急，卻發現法語訊息一路循環播放，壓力下，香農勉強譯出訊息：「我在島上孤身一人，請求派人來，其他人都全死了。它殺了他們！它殺了他們！」薩伊德從計算器記錄得知，法語訊息已經循環播放了十六年零五個月，然而，訊號未中斷過，則表示十六年來都沒人前來救援。
眾人驚訝，查理緩緩道：「大家，我們在哪裡？」眾人無語。

## 劇目起源

### 產生
2004年1月，美國廣播公司娛樂部門主管勞埃德·布勞恩（Lloyd Braun）要求編劇製作一個結合電影《浩劫重生》和電視真人秀節目《生還者》的懸疑和刺激，描述關於流落荒島求存的劇本。當時由傑佛里·利伯（Jeffrey Lieber）寫劇本，他打算用《蒼蠅王》的概念，描述類似生還者流落荒島後，互相猜忌的黑暗故事，但勞埃德·布勞恩不喜歡這劇本，否決了。他另擇《特務A》編劇J·J·亞伯拉罕重寫《試播》。雖然J·J·亞伯拉罕最初猶豫是否接下工作，但他最後完成劇本，把生還者流落的荒島描述成一個不尋常的島嶼，島嶼埋藏了黑暗不可知的秘密。最終，他和戴蒙·林道夫合作，創作《迷失》系列。儘管如此，劇本還是要花時間找適合扮演的演員，結果拖延了進度。
《試播》大部份場景都在夏威夷歐胡島拍攝，飛機場景和飛機內景則在洛杉磯拍攝。而劇中的815航班飛機殘骸，原本是1972年製造L-1011三星客機，一直由達美航空所有至1998年棄用，其後美國廣播公司購買飛機、加工，並通過船送到夏威夷。
其中《試播》使用了許多特技效果，特別用上去背景機科技。不過《试播 （第二部份）》廣播之前，介紹畫面用紀錄片的北極熊充塞，被網民嘲笑，提示美國廣播公司應用立體圖形畫像代替。

### 演员
最初，傑克·謝潑德這角色在《试播 （第一部份）》雖被安排為生還者領導人，但卻在結尾中被殺害，留下凱特成為新領導人。傑克本為邁克爾·基頓飾演，但編劇喜歡這角色，決定保留下來，結果改由馬修·福克斯飾演，成為主要角色和領導者，而機長（葛列格·金巴斯飾演）則成為怪物的第一名受害者。
伊萬捷琳·莉莉和金允珍則為凱特·奧斯頓這角色試鏡，由於金允珍丟失護照，未能出席試鏡，結果凱特一角被伊萬捷琳·莉莉奪得，不過編劇看過金允珍的求情信時留下深刻印象，於是安排她飾演白善華這角色，劇中她與飾演權眞秀的金大賢是一對夫婦。
馬修·福克斯、多明尼克·莫納罕和霍黑·加西亞為索耶這角色試鏡，索耶是一個衣著光鮮的城市騙子。不過編劇安排加西亞飾演雨果·「赫利」·瑞斯，而編劇喜歡莫納罕的表現，安排他飾演查理·佩斯，角色設計本是一名41歲、墜落過氣的搖滾明星，編劇改寫角色以適合他。喬希·霍婁威飾演索耶，編劇喜歡他對角色的詮釋（據報導，他忘記對白時生氣的踢翻椅子）加上他有南部的口音，因此編劇改寫角色以適合他。
薩伊德·賈拉這角色，因編劇看過納文·安德魯斯試鏡才創作，特瑞·歐奎恩和小哈羅德·佩瑞諾分別飾演約翰·洛克和麥可·道森。

## 收視
《迷失》第一集《试播 （第一部份）》開播時，有一千八百六十萬人收看，創出史上前所未有的收視紀錄，從尼爾森收視率統計得知，第二集《试播 （第二部份）》同樣也有一千七百萬人收看。
在外界，《試播》屢受好評。IGN（IGN）評為10/10滿分，表示：「把所有詭異高潮都提供給觀眾了。」《每週娛樂》（Entertainment Weekly）評為A級，認為劇目甚而連非科幻愛好者也喜歡。《今日美國》給予四星讚譽，蒲團評論家（The Futon Critic）將《試播》評為2004年全美第五佳電視劇目。
2005年度艾美獎，J·J·亞伯拉罕因《試播》奪得最佳劇情類導演獎，而瑪麗·祖·馬奇奪得最佳音效剪輯獎，另外《試播》亦獲最佳混音獎和最佳劇情類編劇獎提名。此外《試播》編劇美普·韋伯斯特奪得美國演員工會獎（Casting Society of America），並且獲得兩個音效剪輯工會金輪獎。亦得到美國電影攝影師工會（American Society of Cinematographers）、藝術指導協會（Art Directors Guild）、美國導演協會（Directors Guild of America）提名雨果獎。